# C-3PO
C-3PO також Сі Тріпіо (32 ДБЯ) — протокольний дроїд, свідок і учасник багатьох історичних подій. Зібраний на Татуїні Енакіном Скайвокером, Тріпіо довгий час служив спочатку самому Енакіну, а потім його синові, Люку Скайвокеру.
C-3PO зіграв Ентоні Деніелс.

## Історія
C-3PO зазвичай можна зустріти разом з його давнім приятелем — R2-D2, маленьким жвавим дроїдом-астромеханіком. Основна функція C-3PO як протокольного дроїда, — консультації з етикету і перекладу так, щоб зустрічі різних культур відбувалися більш гармонійно. Його модуль TranLang III Communicator, об'єднаний з AA-1 VerboBrain, дозволяє йому «вільно спілкуватися шістьма мільйонами способів». C-3PO також містить безліч стародавніх деталей, завдяки утилю, який Вотто надавав Енакін Скайвокер. Дуже відданий своїм власникам (згідно з його програми), він служив понад сорок років з моменту свого створення (тільки в шести фільмах це були: Енакін Скайвокер, Шмі Скайвокер, Клігг Ларс, Падме Амідала, Реймус Антіллеса, Лея Органа, Ларс Оуен, Люк Скайвокер; інші власники згадувалися в анімаційному серіалі Зоряні війни: дроїди). Джабба Гатт також був «власником» 3PO короткий час в «Поверненні джедая», але це була лише частина плану з таємної доставки R2-D2 і світлового меча Люка Скайвокера до палацу Джабби, тож, імовірно, його не варто вважати власником 3PO.
C-3PO — один з небагатьох персонажів, що з'являлися у всіх дев'яти фільмах Зоряних воєн. У всіх фільмах робота грав один і той же актор (голос і рухи — Ентоні Деніелс). Фанати припускали, що він існував і до подій в «Прихованій загрозі», з якого стає відомо, що він був зібраний Енакіном Скайвокером з мотлоху (Хоча існує комікс, в якому Енакін знаходить 3PO на звалищі, бере з собою і перезапускає його, хоча й ніколи не підтверджує, чи пам'ятає він це). Коли Енакін відлітає, він залишає 3PO своєї матері, Шмі Скайвокер на Татуїні. З'явившись у фільмі в структурному вигляді, він не отримав свого покриття до «Атаки клонів», перебуваючи вже у володінні у Клігга Ларса. Коли Енакін і Падме відвідують Татуїн, C-3PO слідує за своїм творцем.
Як стає відомим з мультсеріалу «Війни клонів», 3PO отримує своє знамените золоте покриття від Падме Амідали, щоб краще увійти в роль її асистента, хоча його праве стегно з невідомих причин залишається срібним. У книгах Inside the Worlds of Star Wars Trilogy 3PO замовкає після того, як бачить світловий меч Енакіна Скайвокера, тому що його «протокольна програма вимагає від нього замовкати, щоб захищати інтереси колишніх власників», але це суперечить кінцівці «Помсти ситхів», в якій його пам'ять стирають, знищуючи всі знання про падіння Енакіна на Темну сторону Сили, смерті Падме, а також і про дітей Енакіна і Падме. Однак в оповіданні Алана Діна Фостера Splinter of the Mind's Eye C-3PO стверджує, що його і R2-D2 змусив замовкнути Дарт Вейдер, сказавши, що він «знає всі коди замовкання», а в кінці радіоверсії «Повернення джедая» 3PO пізнає Дарта Вейдера як батька Люка, що наводить на думку про те, що після перезапуску 3PO якось дізнався про схожість Енакіна і Вейдера, а також про приналежність йому C-3PO і R2-D2).
Коли 3PO був перезапущений з очищеною пам'яттю, його першою роботою у нового власника капітана Антіллеса було програмування підіймачів (згідно з «Новою надією»); ось чому під час подій Нової надії він не впізнав ні Татуїн, ні прізвище Скайвокер, ні навіть Обі-Вана Кенобі.
У половині фільмів він отримує серйозні пошкодження, (в «Атаці клонів» у нього відокремилася голова, в «Новій надії» отримав вм'ятину на голові та втратив руки, і в «Імперія завдає удару у відповідь» був розібраний на частини). Робот ненавидить подорожі (як він знає, він завжди потрапляє в історії) і його девіз — «Ми приречені!».
2004 року C-3PO був включений до Зали слави роботів.
З'являється в VII епізоді «Пробудження сили». Як стало відомо з мальописів, після аварії корабля Опору над планетою Таулов дроїд втратив ліву руку, й вона була замінена червоною рукою дроїда Першого Ордена O-MR1.